# Vitoriano Veloso
Vitoriano Veloso, também conhecido como Bichinho, é um povoado do município brasileiro de Prados, no interior do estado de Minas Gerais. Está situado a cerca de 9 km do centro da cidade.

## História e descrição
Bichinho é bastante conhecido por sua importância histórica, sendo que o povoamento do lugar teve início com a procura de ouro no decorrer do século XVIII. Neste período surgiram as primeiras construções, muitas das quais ainda existem e conservam o estilo arquitetônico original. A Igreja Nossa Senhora da Penha, cujas obras tiveram início em 1732 e término em 1771, configura-se como um dos principais atrativos. O artesanato de móveis, telas, bordados, crochês, tapetes, esculturas e adornos também é bastante presente.
O nome do povoado é uma homenagem a Vitoriano Gonçalves Veloso, negro que nasceu e viveu na região e trabalhava como alfaiate após ser um escravo alforriado, tendo sido um dos participantes da Inconfidência Mineira. Inicialmente a área da localidade pertencia ao município de Tiradentes, porém em 1938 teve seu território anexado a Prados. Faz parte da Trilha dos Inconfidentes e da Estrada Real.

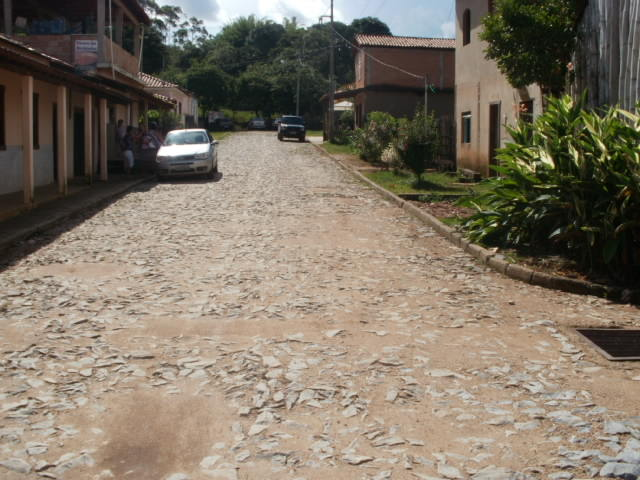
Rua Deputado José Bonifácio Filho
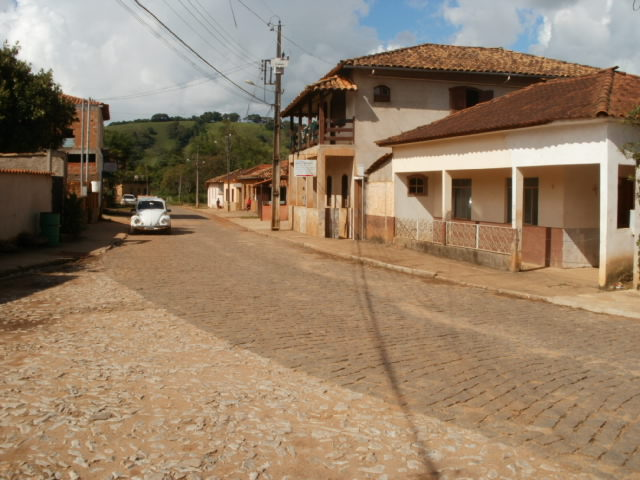
Rua Moisés Pinto de Souza
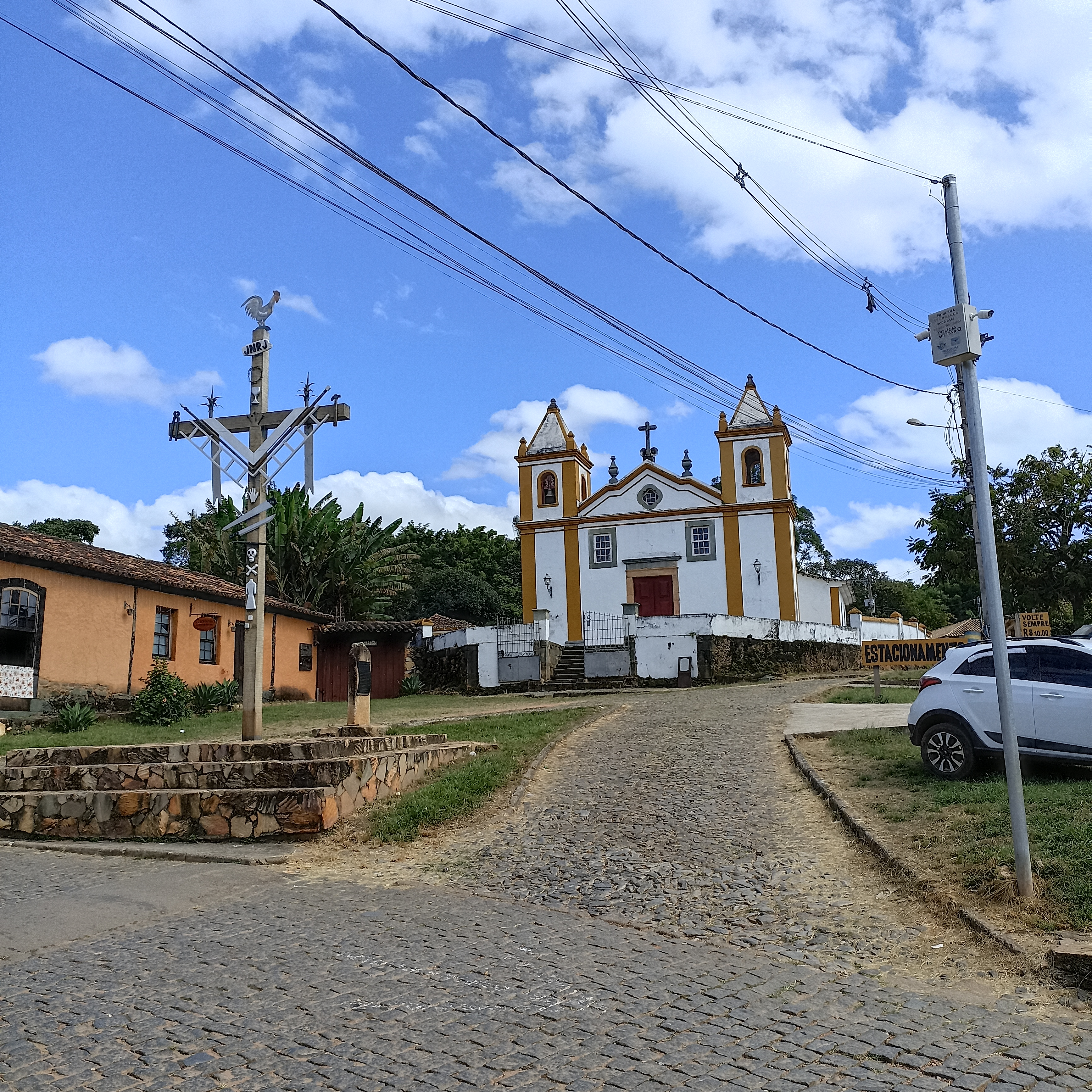
Igreja Nossa Senhora da Penha